# Мултимедиен плейър
Мултимедиен плеър (на английски: multimedia player) е вид приложен софтуер за възпроизвеждане на мултимедийни файлове (аудио, видео). Обикновено интерфейсът им съдържа стандартни икони, имитиращи бутоните на физически устройства като магнетофон или CD плеър, като например бутони за старт (  ), пауза (  ), превъртане напред, превъртане назад и стоп (  ). В допълнение обикновено се изобразява и лента, показваща текущия момент на просвирване и общата продължителност (на английски: progress bar).
Най-разпространените операционни системи съдържат поне един вграден медиен плейър. Например Windows съдържа Windows Media Player, а OS X се доставя с QuickTime Player. Дистрибуциите на Linux също съдържат различни варианти, като SMPlayer, Amarok, Audacious, Banshee, MPlayer, Rhythmbox, Totem, VLC Media Player и xine. Android предлага Google Play Music като плейър по подразбиране, както и много други като Poweramp, Beautiful Music Player, VLC Media Player.